# Nakomiady

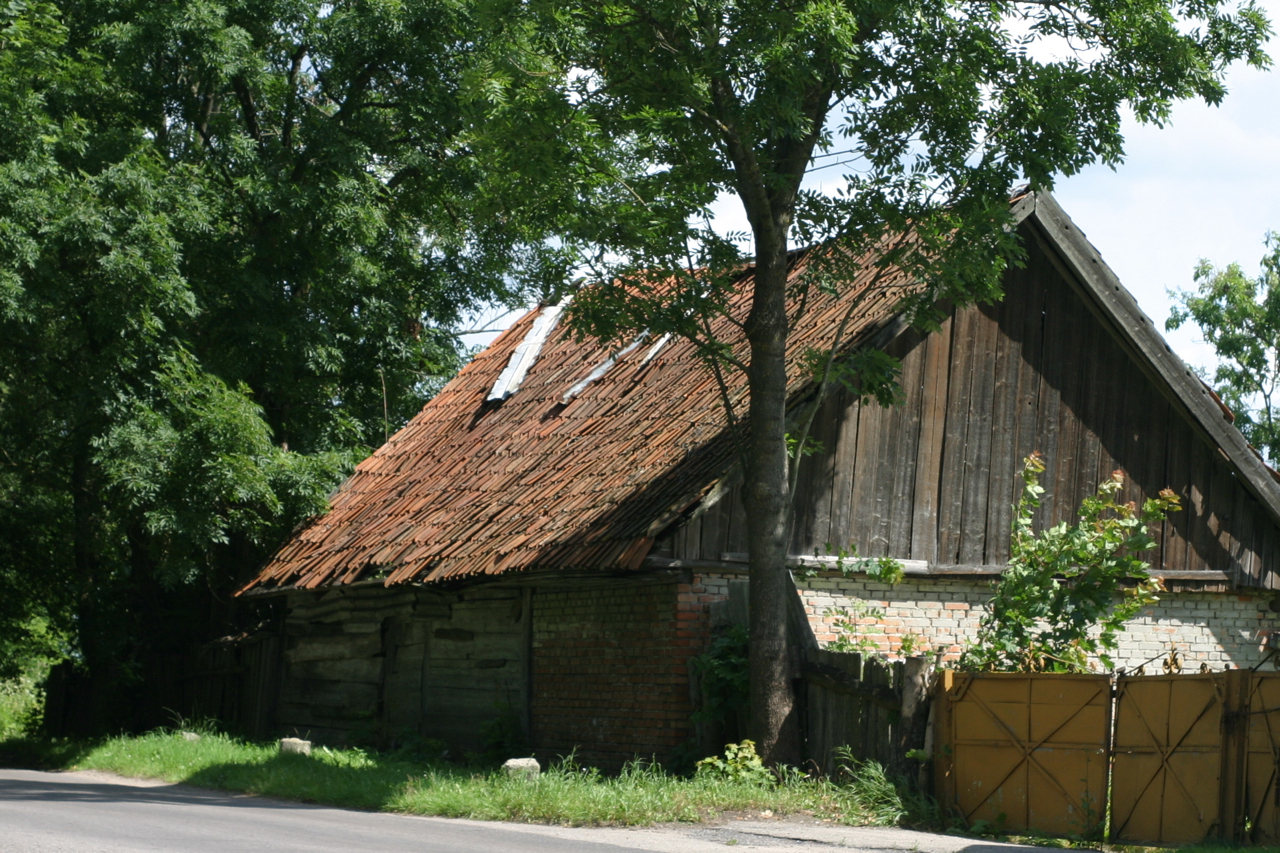
Nakomiady, stara zabudowa

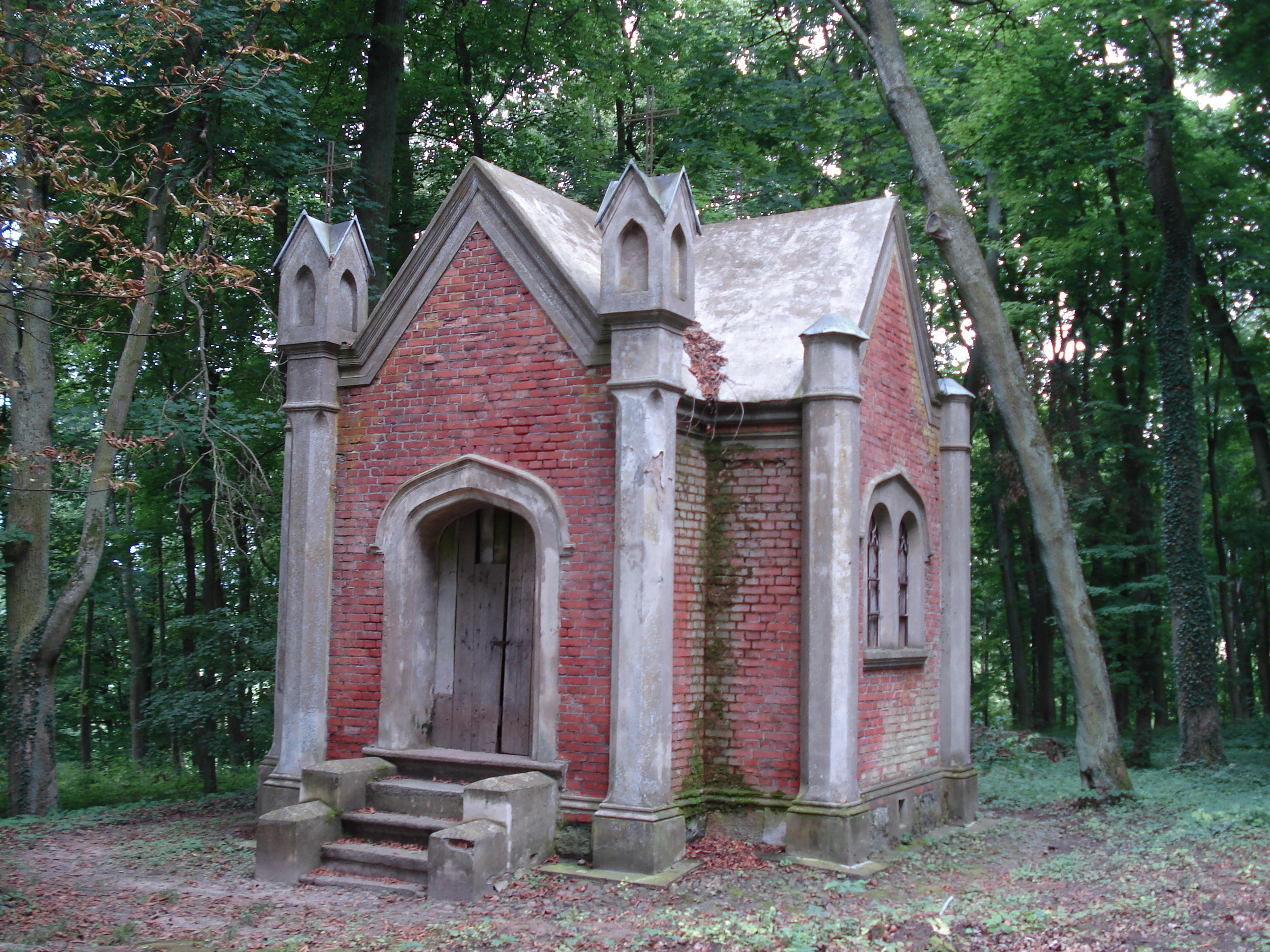
Kaplica

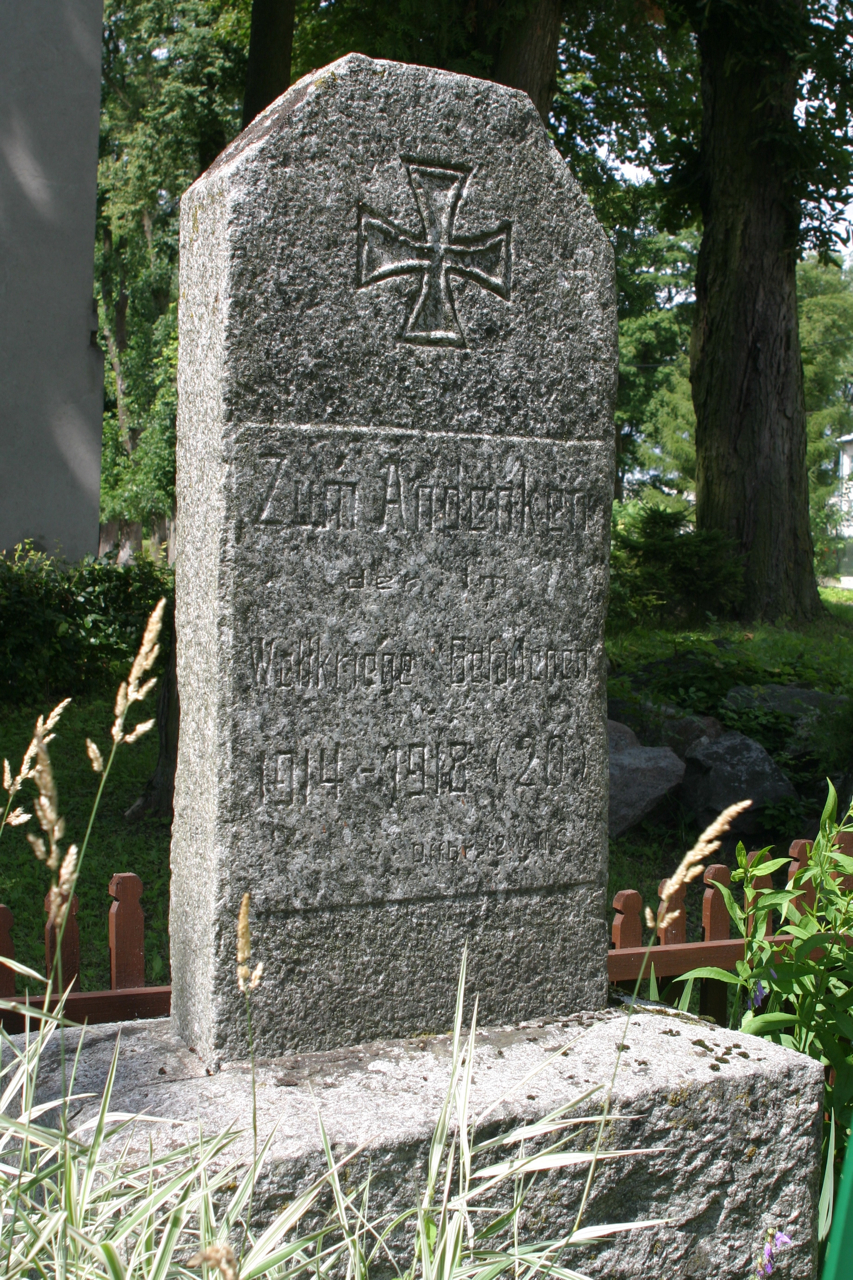
Kamień poświęcony ofiarom I wojny światowej

Nakomiady (niem. Eichmedien) – wieś mazurska w Polsce położona w województwie warmińsko-mazurskim, w powiecie kętrzyńskim, w gminie Kętrzyn.
Nakomiady leżały na trasie (zlikwidowanej) linii kolejki wąskotorowej z Kętrzyna do Rynu. W Nakomiadach znajduje się pałac von Hoverbecków. Jeden z Hoverbecków, będący elektorskim dyplomatą, dokonał porwania pruskiego opozycjonisty, Kalksteina-Stolińskiego. Historia ta uwieczniona została w serialu telewizyjnym pt. Czarne chmury. Filmowy von Hoverbeck to namiestnik von Hollstein (grany przez Janusza Zakrzeńskiego), porwanym zaś był pułkownik Dowgird (w tę rolę wcielił się Leonard Pietraszak).

## Historia
Pierwsza wzmianka o Nakomiadach pochodzi z aktu wydanego przez komtura Bałgi (niem. Balga, ros. Wiesiołoje, obecnie w powiecie Bagrationowsk na terenie obwodu królewieckiego) Konrada Kyburga w roku 1392. W roku 1402 przywilej dla wsi odnowiony został przez kolejnego komtura Bałgi Ulricha von Jungingena.
Wieś była obsadzona na 70 włókach, w tym 7 włók dla sołtysa oraz 4 włóki dla proboszcza. Pierwszym sołtysem wsi był Tyle Lewe. Osadnicy zwolnieni byli przez okres 15 lat od podatku. Obowiązujący czynsz od włóki wynosił pół grzywny oraz po ćwierć szefla pszenicy i żyta. Obowiązywała także dziesięcina na rzecz kościoła. W roku 1437 podatek z Nakomiad wynosił 33,5 grzywny, w tym po 3 grzywny z dwóch karczem. Zakon krzyżacki miał monopol na przemiał zbóż. Mieszkańcy Nakomiad mieli młyn wodny od strony Salpiku. Za usługę przemielenia zboża płaciło się w naturze 20% ilości dostarczonego do młyna zboża. Młyn był przy strumieniu płynącym od Koczarek, obok Nakomiad do Gubra. Funkcjonował jeszcze pod koniec XVIII w.
W drugiej połowie XIX w. w Nakomiadach było 625 mieszkańców (ewangelików). Były też tu 3 cegielnie. Do Rastemborka dochodziła poczta posłańcowa. W 1910 w Nakomiadach było 670 mieszkańców, w tym 308 na terenie majątku.
W latach 1954–1971 wieś należała i była siedzibą władz gromady Nakomiady, po jej zniesieniu w gromadzie Kętrzyn. W latach 1975–1998 miejscowość położona była w województwie olsztyńskim.
W 2000 Nakomiadach funkcjonuje majątek ziemski oraz zakład produkujący wędliny. Jest poczta i szkoła podstawowa. W roku 2000 Nakomiady liczyły 651 mieszkańców.

## Kościół w Nakomiadach
Kościół w Nakomiadach nie występował w spisie parafii lub kościołów filialnych parafii diecezji warmińskiej przed 1525 rokiem. Jednak w zapisie lokacyjnym wsi były 4 łany na utrzymanie kościoła.
Pierwsza wzmianka o kościele w Nakomiadach pochodzi z 1554 roku i to pw. św. Antoniego. Takiego patrona kościoła nie wybrali protestanci.
Kościół w Nakomiadach najprawdopodobniej obsługiwał krzyżacki kapelan zamku w Rynie. Kapelan ten obsługiwał też kaplicę św. Wawrzyńca w Rynie. Z obsługą duszpasterską w Nakomiadach, podobnie jak w Wilkowie, chodziło o to, aby dziesięcina trafiała do kapelana, a nie do diecezjalnego proboszcza. Samodzielna parafia protestancka powstała w Nakomiadach w 1556 r.
W 1880 na terenie parafii było 1882 mieszkańców (w tym 1552 luteran). W roku tym urodziło się 59 dzieci, zmarły 54 osoby i zawarto 8 małżeństw.
W 1932 r. kościół w Nakomiadach przeszedł gruntowny remont. Dobudowano wówczas wieżę (wcześniej była wolno stojąca dzwonnica drewniana). Kościół powiększony też został o kruchtę i zakrystię. Wewnątrz kościoła przesunięto XVII-wieczny ołtarz w ten sposób, że opiera się o ścianę. Kiedyś za ołtarzem było zejście do krypty pod kościołem. Według miejscowych podań z kościelnych podziemi prowadził tunel do dawnego zameczku krzyżackiego.
Od 1980 r. kościół użytkują katolicy. Świątynia otrzymała nowego patrona – św. Józefa.

## Zabytki

### Majątek i pałac
W Nakomiadach zawsze żyli chłopi i był majątek ziemski. Majątek początkowo był krzyżacki, później elektorski. Majątek w Nakomiadach otrzymał Jan von Hoverbeck od elektora Fryderyka Wilhelma za zasługi w oderwaniu Prus Książęcych od Korony (zachował się akt nadania majątku w języku polskim i łacińskim).
Jako miejsce budowy pałacu Hoverbeck wybrał pozostałości krzyżackiego zameczku. Z tego zamku, który według kroniki rodowej późniejszych właścicieli Nakomiad miał się nazywać Fliehburg, w istniejącym pałacu zachowała się sala gotycka i fragmenty murów w parku. Pałac ma dwie kondygnacje piwnic (dwie kondygnacje piwnic posiada także pałac w Jegławkach).
Pierwotny pałac w Nakomiadach wybudowany został w 1680 roku. Pałac został przebudowany w latach 1704–1706 według projektu Józefa Pioli.
Rodzina Hoverbeck była właścicielem Nakomiad przez 136 lat. Od 1789 do 1945 roku właścicielami dóbr w Nakomiadach była rodzina von Redecker. Ta ostatnia rodzina ma dobrze zachowany cmentarz rodowy w pobliskim Godzikowie.
W drugiej połowie XIX w. majątek ziemski w Nakomiadach miał powierzchnię 956,13 ha, w tym 450,9 ha gruntów ornych, 230,3 łąk, 19,1 pastwisk, 266,4 lasów i 17,43 nieużytków.
Po II wojnie światowej pałac był użytkowany przez miejscowy PGR. Kiedy zlikwidowano PGR, bez właściciela pałac niszczał w zastraszającym tempie. Pałac zakupiła osoba fizyczna z Warszawy i restauruje go z pietyzmem. Można zobaczyć rekonstruowany regularny ogród warzywny.
Przy Pałacu działa także manufaktura ceramiczna (Manufaktura Pałac Nakomiady), która wytwarza repliki XVIII-wiecznych pieców kaflowych z terenu dawnych Prus Wschodnich.

### Inne zabytki
- W Nakomiadach znajduje się, prawdopodobnie jedyny w Polsce, głaz pamiątkowy kanclerza Ottona von Bismarcka. Wystawili go mieszkańcy wsi w 1899 r. Głaz przewrócono, najpewniej zaraz po 1945 r., aby nie raził niemiecką inskrypcją. Przez wiele lat leżał przy drodze i był traktowany jako naturalny głaz narzutowy. W październiku 2005 o Nakomiadach było głośno[styl do poprawy] z powodu odkrycia i odnowienia kamienia poświęconego Bismarckowi[5]. Kamień pozostał na swoim miejscu, ale położony na boku.

Spór (z reperkusjami w mediach ogólnopolskich) podzielił miejscową społeczność na zwolenników pozostawienia historycznej pamiątki i przeciwników czczenia pamięci osoby wyjątkowo niechętnej Polakom. Negatywnie wypowiadała się Rada Ochrony Pamięci Walk i Męczeństwa, wojewoda, wśród historyków i naukowców zdania były podzielone. Inicjatorką odnowienia głazu i wyeksponowania była Halina Szara, mieszkanka wsi i radna gminy Kętrzyn, córka Niemki i Polaka. Zwolennikiem ustawienia głazu był także wójt i część mieszkańców.
- Cmentarz rodowy von Redeckerów. Ostatni pochówek na cmentarzu odbył się w roku 2005. Został tu pochowany ostatni potomek rodu von Redecker zmarły w Niemczech.

### Legenda o karczmarce z Nakomiad
Właścicielka karczmy w Nakomiadach bardzo często oszukiwała klientów. Kiedy ktoś się zorientował, że jest oszukiwany, na świadka wołała diabła. Diabeł musiał poświadczać, że oszustwa nie było. Przywoływania diabła były tak częste, że w końcu ze złości zamienił karczmarkę w kobyłę. Diabeł pojechał w nocy na karczmarce do Czernik, aby ją tam podkuć u kowala. Kowal zauważył, że coś tu nie tak – kobyła ludzkim głosem mówi. Opóźnił podkuwanie do czasu piania kogutów, kiedy to moc czartowska mija. Gdy koguty zapiały kobyła zamieniła się w kobietę. Na pożegnanie diabeł kopnął ją tak mocno, że wkrótce zmarła.
Mazurzy z Nakomiad do dziś wierzą, że pochowana przy rozwidleniu dróg Nakomiady-Salpik i Bałowo pod dużym kamieniem. Karczmarka straszy nocami. Niektórzy twierdzą, że owa karczmarka była przewodnikiem Tatarów, którzy zostali wprowadzeni przez Polaków na teren Prus Książęcych w ramach represji nad elektorem za pomoc Szwedom. Tatarzy jednak najbardziej wyniszczyli Mazurów.